# Romulus-Ion Moucha
Romulus-Ion Moucha (n. 17 septembrie 1937) este un fost deputat român în legislatura 1996-2000, ales în județul Brașov pe listele partidului PDSR. Romulus-Ion Moucha a fost membru în grupurile parlamentare de prietenie cu Republica Cipru și Republica Slovacă.  

## Legături externe
- Romulus-Ion Moucha Arhivat în 20 iunie 2024, la Wayback Machine. la cdep.ro